# May Hill
May Hill är en kulle i Storbritannien.   Den ligger i grevskapet Gloucestershire och riksdelen England, i den södra delen av landet, 160 km väster om huvudstaden London. Toppen på May Hill är 291 meter över havet. Arean är 33 kvadratkilometer.
Terrängen runt May Hill är platt åt nordost, men åt sydväst är den kuperad.Runt May Hill är det ganska tätbefolkat, med 166 invånare per kvadratkilometer. Närmaste större samhälle är Gloucester, 14,0 km öster om May Hill. Trakten runt May Hill består till största delen av jordbruksmark.